# نیروگاه برق آبی کلیگانداکی
نیروگاه برق آبی کلیگانداکی (به لاتین: Kaligandaki A Hydroelectric Power Station) یک نیروگاه برقابی در نپال است که در Mirmi, Syangja واقع شده است.